# Witalij Romaniuk
Witalij Wiktorowycz Romaniuk, ukr. Віталій Вікторович Романюк (ur. 22 lutego 1984 w Keszthely, Węgry) – ukraiński piłkarz, grający na pozycji obrońcy.

## Kariera piłkarska

### Kariera klubowa
Wychowanek klubu Karpaty Lwów, barwy którego bronił w juniorskich mistrzostwach Ukrainy (DJuFL). W 2001 roku rozpoczął karierę piłkarską w trzeciej drużynie Karpat Lwów. Potem występował w drugiej drużynie, a 30 października 2005 debiutował w pierwszej drużynie Karpat. W pierwszej połowie 2006 bronił barw farm-klubu Hazowyk-Skała Stryj. Latem 2006 został piłkarzem FK Lwów, w składzie którego 20 lipca 2008 roku debiutował w Premier-lidze. Na początku 2011 przeszedł do Stali Ałczewsk. Latem 2011 podpisał kontrakt z Obołonią Kijów, w którym grał do końca roku, po czym powrócił do Stali Ałczewsk. W lipcu 2012 przeszedł do Arsenału Biała Cerkiew. Na początku 2013 zasilił skład Nywy Tarnopol. Latem 2014 został piłkarzem Ruchu Winniki.

## Sukcesy i odznaczenia

### Sukcesy klubowe
- wicemistrz Pierwszej Lihi Ukrainy: 2006, 2008